# Anton von Magnus
Vous pouvez aider à l'améliorer ou bien discuter des problèmes sur sa page de discussion.
- Il ne cite pas suffisamment ses sources. Vous pouvez indiquer les passages à sourcer avec {{référence nécessaire}} ou {{Référence souhaitée}}, et inclure les références utiles en les liant aux notes de bas de page. (Marqué depuis mars 2024)
- Il a besoin d’être illustré. Des médias (images, animations, vidéos, sons) sous licence libre ou du domaine public sont les bienvenus pour l'améliorer.
Si vous êtes l’auteur d’un média que vous souhaitez partager, importez-le. Si vous n’êtes pas l’auteur, vous pouvez néanmoins faire une demande de libération d’image à son auteur. (Marqué depuis mars 2024)

- Archive Wikiwix
- Bing
- Cairn
- DuckDuckGo
- E. Universalis
- Gallica
- Google
- G. Books
- G. News
- G. Scholar
- Persée
- Qwant
- (zh) Baidu
- (ru) Yandex
- (wd) trouver des œuvres sur Wikidata

Le baron Anton Franz von Magnus (né le 14 janvier 1821 à Berlin et mort le 11 août 1882 à Görlitz) est un diplomate prussien.

## Biographie

### Origine et famille
Anton est le fils de Friedrich Martin von Magnus (1796-1869) et de Franziska Maria Fränkel (1801-1841).
Il se marie en 1855 à Stuttgart avec la baronne Hélène von Brunnow (de) (1835-1859). Leur fille, Lily, naît à Bruxelles en 1858. Le journaliste Paul Julius Reuter (1816-1899) devient son beau-frère.

### Carrière
Magnus est initialement secrétaire d'ambassade de Prusse à Stuttgart. Il occupe ensuite le poste de conseiller de légation. De 1866 à 1867, il est ministerresident et consul général au Mexique où il essaye en vain d'obtenir la libération de l'empereur Maximilien. Il est ensuite envoyé à La Haye, Saint-Pétersbourg, Vienne et Copenhague. Par nomination personnelle, il devient membre de la Chambre des seigneurs de Prusse en 1872. Il est l'héritier du domaine d'Amalienberg près de Gaggenau depuis 1875. Il est également capitaine dans la Landwehr.
De 1869 à 1872, il est envoyé extraordinaire et ministre au grand-duché de Mecklembourg et dans les villes hanséatiques libres de Lübeck, Brême et Hambourg,. Il est également Chevalier d'honneur de l'ordre de Saint-Jean.

### Œuvre
- Das Ende des maximilianischen Kaiserreichs in Mexico, Musterschmidt, Göttingen, 1965.